# فرانك إلفيس
فرانك إلفيس (مواليد 25 ديسمبر 1993) هو لاعب كرة قدم إيفواري .
لعب سابقاً في نادي دانغولو الإيفواري ونادي النصر في مصر و العروبة .

## وصلات خارجية
- فرانك إلفيس